# Zealaranea
Zealaranea är ett släkte av spindlar. Zealaranea ingår i familjen hjulspindlar.
Kladogram enligt Catalogue of Life:
| Zealaranea | \| \| Zealaranea crassa \| \| \| \| \| \| Zealaranea prina \| \| \| \| \| \| Zealaranea saxitalis \| \| \| \| \| \| Zealaranea trinotata \| \| \| \| |
|            | \| \| Zealaranea crassa \| \| \| \| \| \| Zealaranea prina \| \| \| \| \| \| Zealaranea saxitalis \| \| \| \| \| \| Zealaranea trinotata \| \| \| \| |
|            | Zealaranea crassa |
|            | |
|            | Zealaranea prina |
|            | |
|            | Zealaranea saxitalis |
|            | |
|            | Zealaranea trinotata |
|            | |